# Farington
Farington is een civil parish in het bestuurlijke gebied South Ribble, in het Engelse graafschap Lancashire met 6674 inwoners.